# Latin Pop Albums
Latin Pop Albums es una lista musical publicada en la revista Billboard Presenta información de la música latina del género pop. Esta lista presenta solamente álbumes completos, y como todas las listas de Billboard, está basada en volumen de ventas. La información es compilada por Nielsen SoundScan de una muestra que representa más del 90% de la música en el mercado de Estados Unidos, que no solo incluye música en tiendas y departamentos de electrónica, sino también transacciones directas a consumidos y ventas en Internet. Una lista limitada de ventas verificables de conciertos locales también es tabulada. Esta lista es frecuentemente confundida con Top Latin Albums, que compila información de todos los géneros.